# 屈雷山脈國家公園
41°39′20″N 33°09′22″E / 41.65556°N 33.15611°E

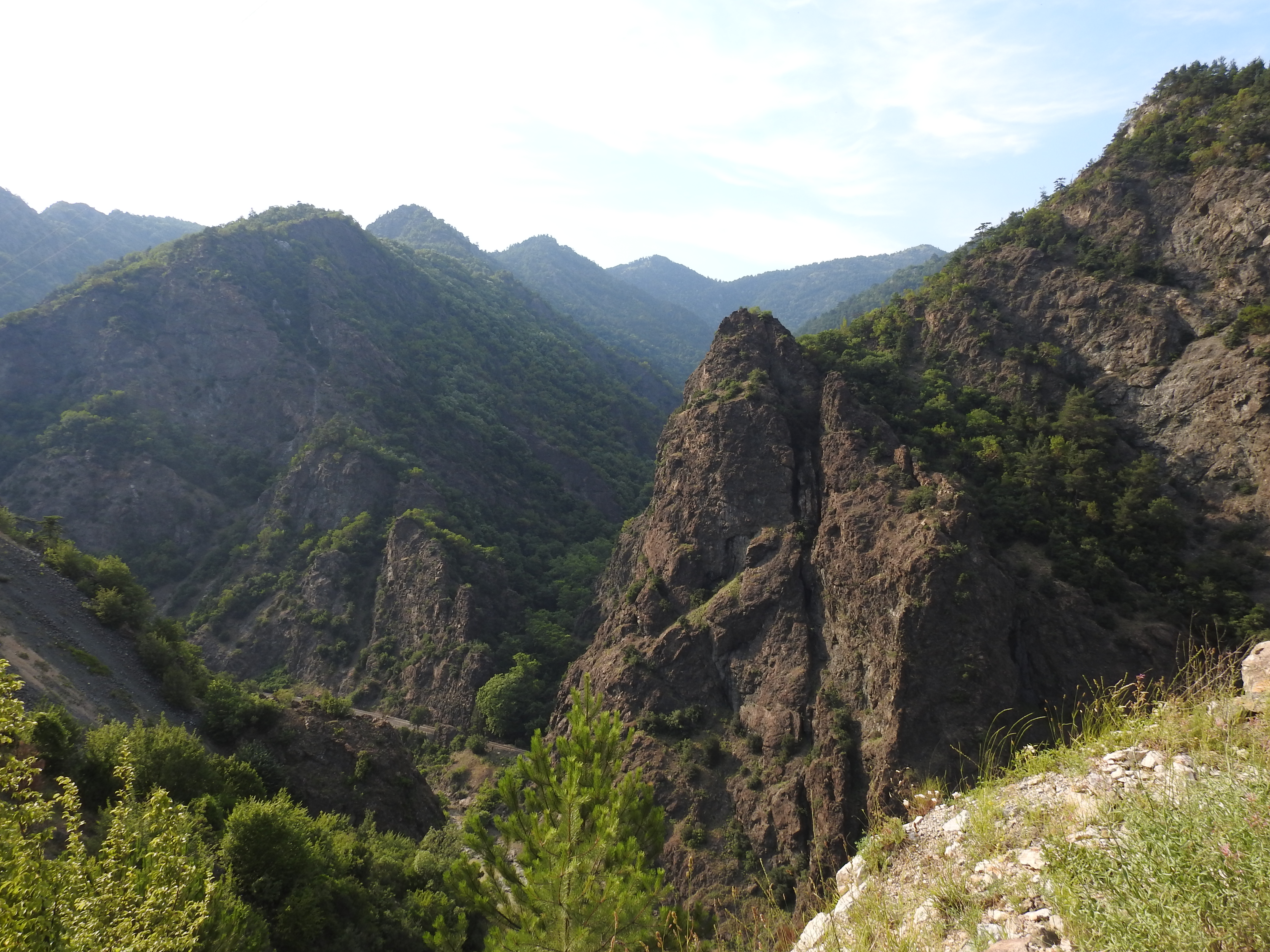

屈雷山脈國家公園是土耳其的國家公園，位於該國北部，橫跨卡斯塔莫努省和巴爾滕省，成立於2000年7月7日，面積378平方公里，每年平均降雨量500毫米。